# Badtibira
Badtibira (‘Muralla dels treballadors del coure’ o ‘Fortalesa dels ferrers') fou una ciutat estat sumèria de Mesopotàmia, identificada amb la moderna Tell al-Madineh, entre Ash Shatrah i Tell as-Senkereh (antiga Larsa), a l'Iraq. S'esmenta com una ciutat antediluviana en la llista de reis sumeris, de la qual es diu que va exercir certa hegemonia en els començaments de la civilització sumèria, que després va perdre en favor de Larak. El seu nom accadi fou Dûr-gurgurri i el seu nom grec Pantibiblos (Παντιβίβλος, segons Abidè, Apol·lodor i Berós), cosa que pot reflectir una altra versió del nom de la ciutat, Patibira, ‘Canal dels ferrers'.

## Història
Segons la llista de reis sumeris, Bad-tibira fou la segona ciutat a exercir la reialesa a Sumèria, abans del diluvi, just després d'Èridu. Es diu que els seus reis foren En-men-lu-ana, En-men-gal-ana i Dumuzid el Pastor o el Pescador.
El primer text sumeri, Descens d'Inanna a l'inframón, esmenta el temple de la ciutat, E-mush-kalamma. En aquest conte, Inanna dissuadeix els dimonis de l'inframón d'agafar Lulal, patró de Bad-tibira que vivia senzillament, com a presa. Finalment, en canvi, agafaren el rei Dumuzid d'Uruk, que vivia en l'opulència del seu palau. Aquest Dumuzid s'anomena el Pastor, però en la llista de reis és Dumuzid el Pescador, i va regnar a Uruk una mica després del diluvi, entre Lugalbanda i Gilgamesh.
Ja no va tornar a tenir més protagonisme, i va seguir la història general de les ciutats sumèries. El 2130 aC, s'esmenta la submissió de la ciutat a Gudea de Lagash. El text de fraternitat en inscripcions cuneïformes en cons, robat del lloc durant els anys 1930, registrava el pacte d'amistat d'Entemena, governant de Lagash, i Lugal-kinishedudu, governant d'Uruk. Identificava Entemena com el constructor del temple E-mush a Inanna i Dumuzid, sota el seu epítet local Lugal-E-mush.
Alguns maons mig esborrats a la superfície del muntó portaven una inscripció d'Amar-Sin de la Tercera dinastia d'Ur. Les peces de maó vitrificat que s'escampaven sobre la superfície del munt eren rastres de la destrucció de la ciutat pel foc. La possessió de la ciutat la van disputar Larsa, el rei qui, segons Sin-Iddinam, havia construït la gran muralla de Bad-tibira, i Isin, el rei qui, segons Lipit-Ishtar, "el pastor de Nippur", havia construït la "Casa dels ben nascuts".